# Unterbözberg

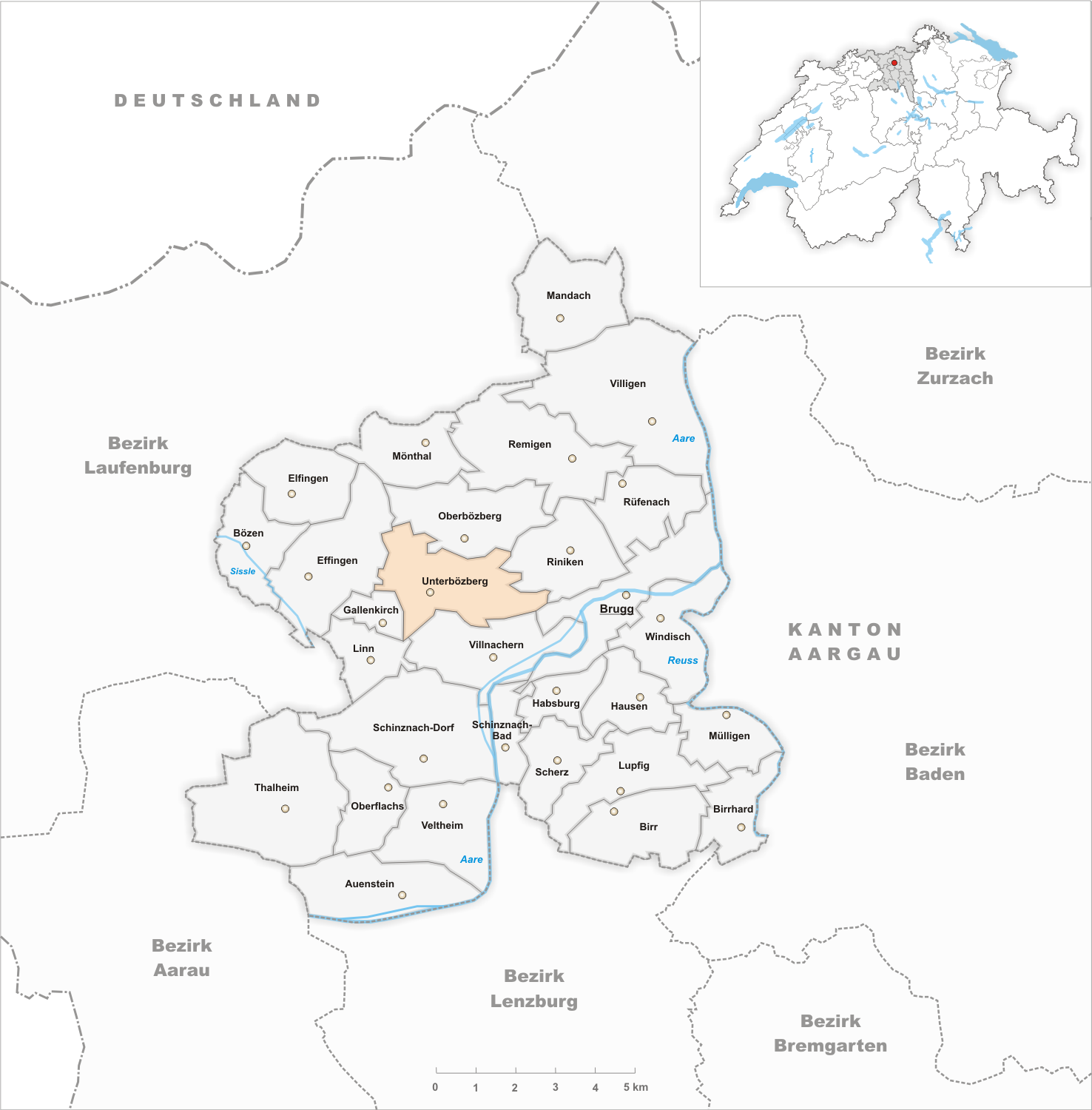
Unterbözberg

Unterbözberg là một đô thị thuộc huyện Brugg, bang Aargau, Thụy Sĩ. Đô thị này có diện tích 6,12 km2, dân số thời điểm tháng 12 năm 2009 là 736 người.